# 池畑満也
池畑 満也（いけはた みつや、1952年4月11日 - ）は、沖縄県出身の元プロ野球選手（外野手）。

## 来歴・人物
浦添高から沖縄大学に進学。大学時代は、1972年と1973年に全国大学準硬式野球選手権大会で全国制覇を達成。1975年オフに、ドラフト外でロッテオリオンズに入団。
1974年に池畑と同じくロッテに入団した上田正則と共に準硬式野球の中心選手で、自身は4番打者を務めていた。
粗けずりながら将来の大物と期待されたが、一軍公式戦の出場がないまま在籍1年で退団した。

## 詳細情報

### 年度別投手成績
- 一軍公式戦出場なし

### 背番号
- 48 （1976年）